# Liste der Mitglieder der American Academy of Arts and Sciences/1832
Im Jahr 1832 wählte die American Academy of Arts and Sciences 23 Personen zu ihren Mitgliedern.

## Neugewählte Mitglieder
- George Biddell Airy (1801–1892)
- Dominique Francois Jean Arago (1786–1853)
- Charles Babbage (1791–1871)
- Francis Baily (1774–1844)
- Peter Barlow (1776–1862)
- Friedrich Wilhelm Bessel (1784–1846)
- Charles Lucien Jules Laurent Bonaparte (1803–1857)
- William Cranch Bond (1789–1859)
- Augustin Louis Cauchy (1789–1857)
- Marie Charles Theodore Damoiseau (1768–1846)
- Michael Faraday (1791–1867)
- Joseph Louis Gay-Lussac (1778–1850)
- Davies Gilbert (1767–1839)
- Benjamin Daniel Greene (1793–1862)
- William Rowan Hamilton (1805–1865)
- John Frederick William Herschel (1792–1871)
- Everard Home (1756–1832)
- Henry Kater (1777–1835)
- Adrien Marie Legendre (1752–1833)
- John William Lubbock (1803–1865)
- Eugenius Nulty (1789–1871)
- Giovanni Antonio Amedeo Plana (1781–1864)
- Theodore Strong (1790–1869)